# Belgische kampioenschappen atletiek 1979
De Belgische kampioenschappen atletiek 1979 alle categorieën vonden, voor zowel de mannen als de vrouwen, plaats op 10, 11 en 12 augustus in Brussel. Tijdens deze kampioenschappen werden drie Belgische records verbroken. Anne-Marie Pira op de 100 m horden, Michel Zimmerman op de 400 m horden en Ronald Desruelles bij het verspringen.

## Uitslagen

### 100 m
| rang   | atleet            | prestatie |
| ------ | ----------------- | --------- |
| Goud   | Ronald Desruelles | 10,53 s   |
| Zilver | Frank Verhelst    | 10,69 s   |
| Brons  | Daniel Reygaert   | 10,74 s   |

| rang   | atlete          | prestatie |
| ------ | --------------- | --------- |
| Goud   | Lea Alaerts     | 11,62 s   |
| Zilver | Karin Verguts   | 11,72 s   |
| Brons  | Liliane Meganck | 11,78 s   |

### 200 m
| rang   | atleet          | prestatie |
| ------ | --------------- | --------- |
| Goud   | Jacques Borlée  | 20,95 s   |
| Zilver | Fons Brydenbach | 21,05 s   |
| Brons  | Danny Roelandt  | 21,22 s   |

| rang   | atlete          | prestatie |
| ------ | --------------- | --------- |
| Goud   | Lea Alaerts     | 23,48 s   |
| Zilver | Karin Verguts   | 23,50 s   |
| Brons  | Liliane Meganck | 23,80 s   |

### 400 m
| rang   | atleet          | prestatie |
| ------ | --------------- | --------- |
| Goud   | Fons Brydenbach | 45,91 s   |
| Zilver | Jacques Borlée  | 46,40 s   |
| Brons  | Eddy De Leeuw   | 46,42 s   |

| rang   | atlete        | prestatie |
| ------ | ------------- | --------- |
| Goud   | Anne Michel   | 52,61 s   |
| Zilver | Regine Berg   | 53,30 s   |
| Brons  | Rosine Wallez | 53,77 s   |

### 800 m
| rang   | atleet           | prestatie |
| ------ | ---------------- | --------- |
| Goud   | Julien Michiels  | 1.49,4    |
| Zilver | Guy Tondeur      | 1.49,9    |
| Brons  | Johan Herregodts | 1.50,1    |

| rang  | atlete                | prestatie |
| ----- | --------------------- | --------- |
| Goud  | Betty Vansteenbroek   | 2.05,4    |
| Goud  | Anne-Marie Van Nuffel | 2.05,4    |
| Brons | Gerda Luypaert        | 2.06,5    |

### 1500 m
| rang   | atleet           | prestatie |
| ------ | ---------------- | --------- |
| Goud   | Marc Nevens      | 3.43,6    |
| Zilver | Alfons Schellens | 3.44,9    |
| Brons  | Erik Huyberechts | 3.45,1    |

| rang   | atlete                | prestatie |
| ------ | --------------------- | --------- |
| Goud   | Anne-Marie Van Nuffel | 4.17,3    |
| Zilver | Sonja Castelein       | 4.18,4    |
| Brons  | Carine Morias         | 4.20,8    |

### 5000 m/3000 m
| rang   | atleet          | prestatie |
| ------ | --------------- | --------- |
| Goud   | Willy Polleunis | 13.51,3   |
| Zilver | Paul Thys       | 13.53,4   |
| Brons  | Eddy De Pauw    | 13.54,9   |

| rang   | atlete            | prestatie |
| ------ | ----------------- | --------- |
| Goud   | Leen Van Brempt   | 9.23,4    |
| Zilver | Denise Verhaert   | 9.23,9    |
| Brons  | Bernadette Buysse | 9.24,5    |

### 10.000 m
| rang   | atleet          | prestatie |
| ------ | --------------- | --------- |
| Goud   | Leon Schots     | 27.47,1   |
| Zilver | Willy Polleunis | 28.12,0   |
| Brons  | Karel Lismont   | 28.38,3   |

### 110 m horden/100 m horden
| rang   | atleet            | prestatie |
| ------ | ----------------- | --------- |
| Goud   | André Fridenbergs | 14,0 s    |
| Zilver | Yves Lahaye       | 14,3 s    |
| Brons  | Stefaan Buyle     | 14,3 s    |

| rang   | atlete                | prestatie    |
| ------ | --------------------- | ------------ |
| Goud   | Anne-Marie Pira       | 13,58 s (NR) |
| Zilver | Marie-Christine Caron | 14,44 s      |
| Brons  | Vaneerdewegh          | 14,57 s      |

### 400 m horden
| rang   | atleet                 | prestatie    |
| ------ | ---------------------- | ------------ |
| Goud   | Michel Zimmerman       | 51,36 s (NR) |
| Zilver | Jean-Marie Deschrijver | 51,76 s      |
| Brons  | Patrick Himschoot      | 52,27 s      |

| rang   | atlete                | prestatie |
| ------ | --------------------- | --------- |
| Goud   | Chris Van Landschoot  | 1.00,78   |
| Zilver | Marie-Christine Caron | 1.01,60   |
| Brons  | Chris Staut           | 1.01,68   |

### 3000 m steeple
| rang   | atleet        | prestatie |
| ------ | ------------- | --------- |
| Goud   | Paul Thys     | 8.30,1    |
| Zilver | Elie Aubertin | 8.37,8    |
| Brons  | Peter Daenens | 8.42,5    |

### Verspringen
| rang   | atleet            | prestatie   |
| ------ | ----------------- | ----------- |
| Goud   | Ronald Desruelles | 8,08 m (NR) |
| Zilver | Jacques Gelise    | 7,26 m      |
| Brons  | Roland Marloye    | 7,11 m      |

| rang   | atlete            | prestatie |
| ------ | ----------------- | --------- |
| Goud   | Rosanne Corneille | 5,97 m    |
| Zilver | Myriam Duchâteau  | 5,94 m    |
| Brons  | Brigitte Butaeye  | 5,93 m    |

### Hink-stap-springen
| rang   | atleet          | prestatie |
| ------ | --------------- | --------- |
| Goud   | Luc Carlier     | 15,41 m   |
| Zilver | Paul Henry      | 14,73 m   |
| Brons  | Bernard Dembour | 14,72 m   |

### Hoogspringen
| rang   | atleet     | prestatie |
| ------ | ---------- | --------- |
| Goud   | Guy Moreau | 2,20 m    |
| Zilver | Marc Borra | 2,20 m    |
| Brons  | Eddy Annys | 2,14 m    |

| rang   | atlete          | prestatie |
| ------ | --------------- | --------- |
| Goud   | Chris Soetewey  | 1,81 m    |
| Zilver | Anne-Marie Pira | 1,81 m    |
| Brons  | Kristien Haine  | 1,70 m    |

### Polsstokhoogspringen
| rang   | atleet               | prestatie |
| ------ | -------------------- | --------- |
| Goud   | Patrick Desruelles   | 5,30 m    |
| Zilver | Jean-Marc Jacques    | 5,00 m    |
| Brons  | Elie Van Vlierberghe | 4,80 m    |

### Kogelstoten
| rang   | atleet             | prestatie |
| ------ | ------------------ | --------- |
| Goud   | Georges Schroeder  | 18,10 m   |
| Zilver | Noël Legros        | 16,39 m   |
| Brons  | Bertrand De Decker | 16,12 m   |

| rang   | atlete            | prestatie |
| ------ | ----------------- | --------- |
| Goud   | Brigitte De Leeuw | 14,48 m   |
| Zilver | Eva Tomanek       | 12,90 m   |
| Brons  | Ingrid Engelen    | 12,57 m   |

### Discuswerpen
| rang   | atleet             | prestatie |
| ------ | ------------------ | --------- |
| Goud   | Georges Schroeder  | 55,04 m   |
| Zilver | Robert Van Schoor  | 53,12 m   |
| Brons  | Bertrand De Decker | 50,92 m   |

| rang   | atlete         | prestatie |
| ------ | -------------- | --------- |
| Goud   | Rita Beyens    | 47,10 m   |
| Zilver | Maggy Wauters  | 45,12 m   |
| Brons  | Ingrid Engelen | 44,98 m   |

### Speerwerpen
| rang   | atleet           | prestatie |
| ------ | ---------------- | --------- |
| Goud   | Lode Wyns        | 72,92 m   |
| Zilver | Tony Duchateau   | 71,32 m   |
| Brons  | Régis Ghesquière | 68,68 m   |

| rang   | atlete         | prestatie |
| ------ | -------------- | --------- |
| Goud   | Gaby Lebeau    | 49,48 m   |
| Zilver | Laureyssen     | 42,16 m   |
| Brons  | Nicole Broeckx | 39,60 m   |

### Hamerslingeren
| rang   | atleet          | prestatie |
| ------ | --------------- | --------- |
| Goud   | Jacques Mortier | 55,50 m   |
| Zilver | Hugo Ciroux     | 50,84 m   |
| Brons  | André Buysse    | 50,34 m   |

1889 · 
1890 · 
1891 · 
1892 · 
1893 · 
1894 · 
1895 · 
1896 · 
1897 · 
1898 · 
1899 · 
1900 · 
1901 · 
1902 · 
1903 · 
1904 · 
1905 · 
1906 ·
1907 ·
1908 · 
1909 · 
1910 · 
1911 · 
1912 · 
1913 · 
1914 · 
1919 · 
1920 · 
1921 · 
1922 · 
1923 · 
1924 · 
1925 · 
1926 · 
1927 · 
1928 · 
1929 · 
1930 · 
1931 · 
1932 · 
1933 · 
1934 · 
1935 · 
1936 · 
1937 · 
1938 · 
1939 · 
1940 · 
1941 · 
1942 · 
1943 · 
1944 · 
1945 · 
1946 · 
1947 · 
1948 · 
1949 · 
1950 · 
1951 · 
1952 · 
1953 · 
1954 · 
1955 · 
1956 · 
1957 · 
1958 · 
1959 · 
1960 · 
1961 · 
1962 · 
1963 · 
1964 · 
1965 · 
1966 · 
1967 · 
1968 · 
1969 · 
1970 · 
1971 · 
1972 · 
1973 · 
1974 · 
1975 · 
1976 · 
1977 · 
1978 · 
1979 · 
1980 · 
1981 · 
1982 · 
1983 · 
1984 · 
1985 · 
1986 · 
1987 · 
1988 · 
1989 · 
1990 · 
1991 · 
1992 · 
1993 · 
1994 ·
1995 · 
1996 · 
1997 · 
1998 · 
1999 · 
2000 · 
2001 · 
2002 · 
2003 · 
2004 · 
2005 · 
2006 · 
2007 · 
2008 · 
2009 · 
2010 · 
2011 · 
2012 · 
2013 · 
2014 · 
2015 · 
2016 · 
2017 · 
2018 · 
2019 · 
2020 · 
2021 · 
2022 · 
2023 · 
2024